# Albert Wolff (Bildhauer)

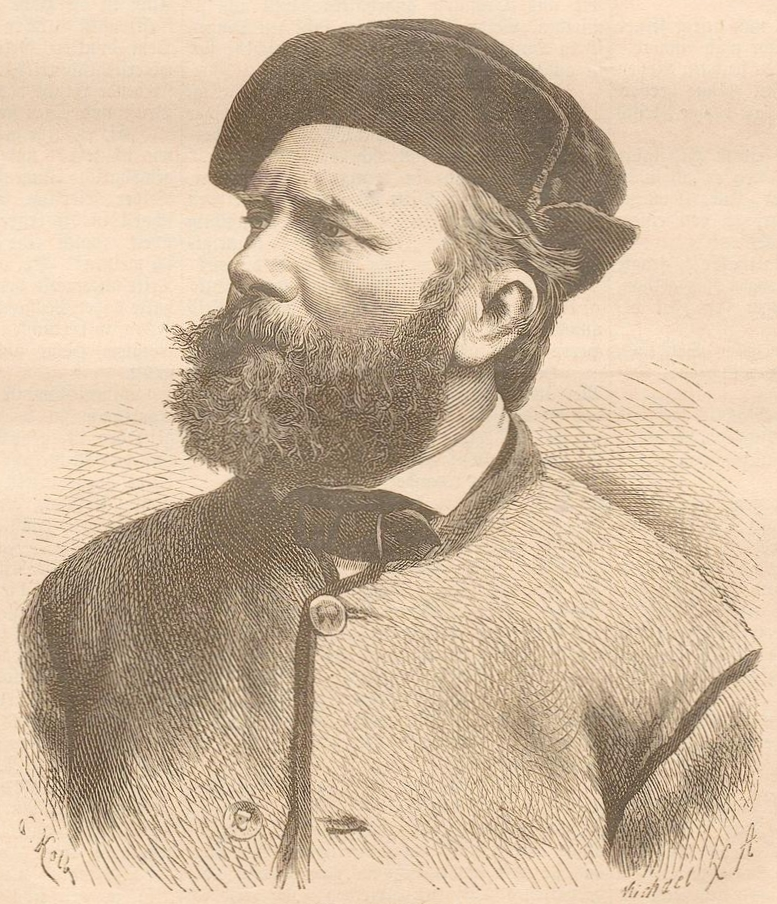
Albert Wolff

Carl Conrad Albert Wolff (* 14. November 1815 in Neustrelitz; † 20. Juni 1892 in Charlottenburg) war ein deutscher Bildhauer der Berliner Schule. Er schuf unter anderem den Löwenkämpfer zu Pferde (1861) und das Reiterstandbild Friedrich Wilhelms III. (1876) in Berlin, das Sachsenross (1866) und das Reiterstandbild Ernst Augusts I. (1861) in Hannover, das Standbild Georgs I. (1866) in Neustrelitz und das Standbild Friedrich Franzens I. (1869) in Ludwigslust.

## Leben

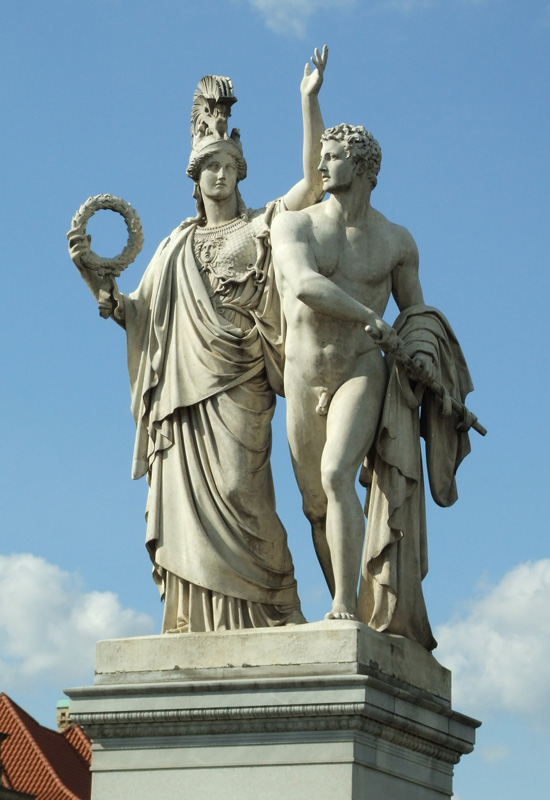
Skulptur Der Jüngling wird von Athena in neuen Kampf geführt auf der Schloßbrücke, Berlin

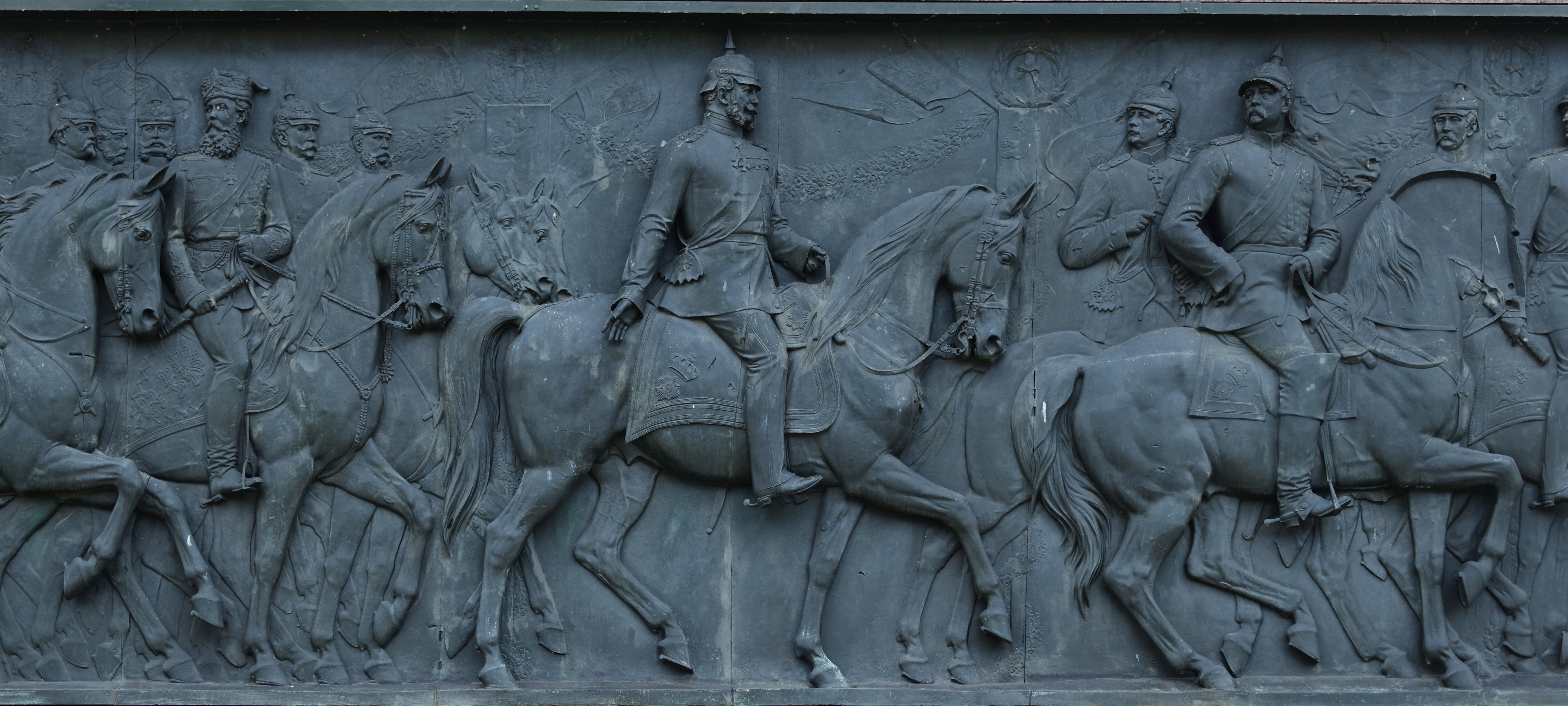
Relief Einzug der siegreichen Truppen in Berlin an der Siegessäule, Berlin

Carl Conrad Albert Wolff wurde als Sohn des Ende des 18. Jahrhunderts nach Neustrelitz eingewanderten Bildhauers und Architekten Christian Philipp Wolff und der Neustrelitzer Forstbeamten-Tochter Maria Christiane Wilhelmine, geb. Siemers (* 1787), am 14. November 1815 in der Strelitzer Straße 15 in Neustrelitz geboren und am 19. November 1815 in der dortigen Hofgemeinde getauft.
Nach dem frühen Tod seines Vaters kam er 1831 – wie sein älterer Bruder bereits 1825 – nach Berlin in die Werkstatt des Freundes und Lehrgenossen seines Vaters Christian Daniel Rauch. Von diesem wurde er 1844 nach Carrara gesandt, um die Skulpturen für die oberste Terrasse des Schlosses Sanssouci in Marmor auszuführen. Nach fast zweijährigem Aufenthalt in Italien kehrte Wolff nach Berlin zurück und half Rauch bei der Arbeit am Reiterstandbild Friedrichs des Großen, war aber auch selbstständig als Bildhauer und Medailleur tätig – beispielsweise erstellte er eine Porträtstatue der Gräfin Raczynska als Hygieia für einen Brunnen der Stadt Posen sowie ein Kruzifix mit Johannes und Maria in Marmor für die Kirche in Kamenz.
Nach abgeschlossener Ausbildung eröffnete Albert Wolff seine eigene Werkstatt. In der Folgezeit schuf er unter anderem die Reliefs an der Invalidensäule, die Skulptur Der Jüngling wird von Athena in neuen Kampf geführt auf der Schloßbrücke sowie die Basis und das Kapitell der Adlersäule auf der Gartenterrasse des Königlichen Schlosses in Berlin. Weiterhin fertigte er die Kolossalstatuen der vier Evangelisten für die neue Schlosskirche in Neustrelitz in gebranntem Ton.
Für diese Art der Ausführung fertigte Wolff außerdem eine Menge Modelle, allegorische Statuetten, kleine Idealgestalten, monumentale Verzierungen etc., die weite Verbreitung fanden. Dahin gehören die allegorischen Figuren der Fakultäten für das Universitätsgebäude in Königsberg, die Kanzelfiguren für die Berliner Lukaskirche, die Statue Galileo Galileis für das Universitätsgebäude in Pest und die kolossale Skulptur Friedrich Wilhelms IV. für das Königstor in Königsberg.
Weitere Hauptwerke sind die Gruppe des Löwenkämpfers zu Pferde in Bronze auf der westlichen Treppenwange des Alten Museums in Berlin, die Statue des Großherzogs Friedrich Franz I. von Mecklenburg-Schwerin in Ludwigslust, das Bronzerelief Einzug der siegreichen Truppen in Berlin am Sockel der Siegessäule in Berlin und die Marmorgruppe eines Bacchus mit Panther in der Alten Nationalgalerie Berlin. Der Bestandskatalog der Nationalgalerie von 2006 nennt insgesamt 13 seiner Werke.
In seinen Werken folgte Wolff den Überlieferungen der Rauch’schen Schule bei vorwiegend idealistischer Auffassung. Wolff lehrte ab 1866 als Professor für Modellieren nach der Antike an der Preußischen Akademie der Künste in Berlin und bildete dort zahlreiche junge Bildhauer aus. Seit spätestens 1868 war er außerdem Senator der Akademie. Zu den begabtesten zählte Wilhelm Wandschneider, der seinen Lehrmeister als väterlichen Freund ansah und in dessen Familie verkehrte. Auch sein Sohn Martin Wolff arbeitete als Bildhauer. Zu seinen Schülern zählten Eugen Boermel und Karl Albert Bergmeier (1856–1897) sowie als Meisterschüler Johannes Boese. Im Jahr 1881 wurde er zum Ehrenmitglied der Dresdner Kunstakademie ernannt. Wolff starb am 20. Juni 1892 in Charlottenburg.
Zum 200. Geburtstag Albert Wolffs fand im Jahr 2014 eine Ausstellung in der Schlosskirche Neustrelitz statt, ein Jahr zu früh, wie sich bei genauer Überprüfung des Geburtsdatums in den Kirchenbüchern herausstellte.

## Werk (Auswahl)
| 1846:      | Basis und Kapitell der Adlersäule auf der Gartenterrasse des Berliner Schlosses |
| 1852–1855: | Gemeinsam mit Heinrich Hesemann entstand das Grabmal für Ernst August im Welfenmausoleum im Berggarten von Herrenhausen. |
| 1853:      | Die Figurengruppe Der Jüngling wird von Athena in neuen Kampf geführt auf der Schlossbrücke in Berlin wurde nach Wolffs Entwurf in seinem Atelier gefertigt. |
| 1857–1863: | Vor der Friedenskirche in Potsdam fand eine biblische Szene Platz, die in Wollfs Werkstatt angefertigt worden war: Moses, gestützt von Aaron und Hur, im Gebet für sein Volk im Kampf gegen die Amalekiter. Den Entwurf hatte Christian Daniel Rauch nach einer Skizze von Friedrich Wilhelm IV. geliefert.                                                                 |
| 1861:      | Das Reiterstandbild für König Ernst August in Hannover |
| 1866:      | Sachsenross in Hannover (bis in die Neuzeit auch in zahlreichen Verkleinerungen gegossen) |
| 1866/67:   | Monumentalfigur einer Borussia für die Weltausstellung 1867 in Paris, in Ton gebrannt von Ernst March |
| 1867:      | Grabdenkmal mit Büste Adolf Diesterweg auf dem Alten-Matthäi-Kirchhof Berlin (Bronzebüste bereits Ende 1869 gestohlen und 1870 durch Marmorbüste ersetzt) |
| 1868:      | Albert Wollf entwarf die Figur Die Baukunst für den Mittelbau des Orangerieschlosses in Potsdam. Die Ausführung übernahm Eduard Stützel, aufgestellt wurde die Skulptur 1871. |
| 1863–1876: | Reiterstandbild Friedrich Wilhelms III. in der Mitte des Berliner Lustgartens. Das Denkmal wurde 1936 an den Rand der Grünanlage versetzt. Im Krieg beschädigt, wurde es abgetragen und eingeschmolzen. Nur die Bronzefiguren Klio und Allegorie der Wissenschaft sowie ein dazugehöriger Genius sind erhalten und seit 1987 im Nikolaiviertel bzw. Kleistpark aufgestellt. |
| 1880:      | Allegorie „Der Frieden“, Bronzefigur im Festsaal der Reichsbank Berlin |
| 1894/95:   | Bronzegruppe Löwe seine Jungen gegen eine Riesenschlange verteidigend Im Juni 1895 wurde das Ensemble auf dem Schmuckplatz vor dem Kriminalgerichtsgebäude Moabit aufgestellt. Im 20. Jahrhundert erfolgte eine Umsetzung zu dem Gerichtsneubau in der Wilsnacker Straße.                                                                                                   |

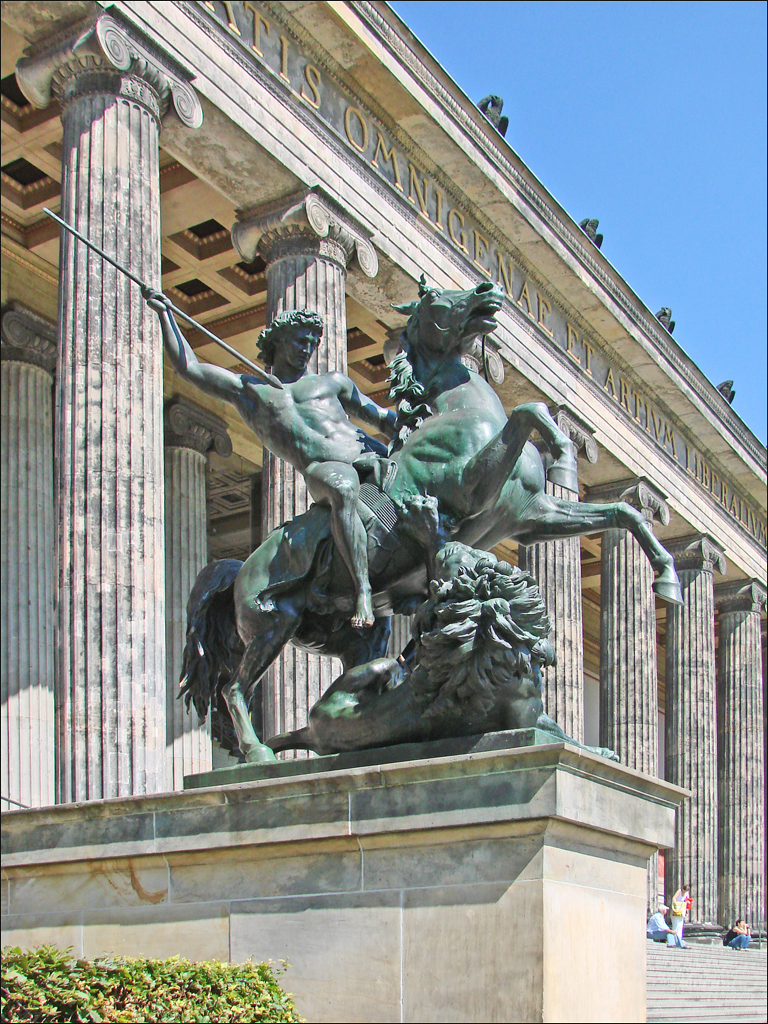
Löwenkämpfer zu Pferde, Berlin
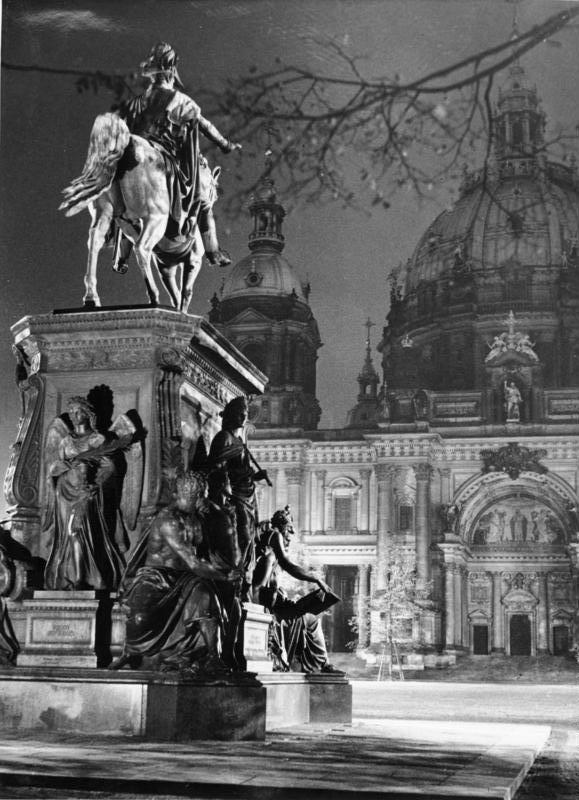
Reiterstandbild Friedrich Wilhelms III., Berlin
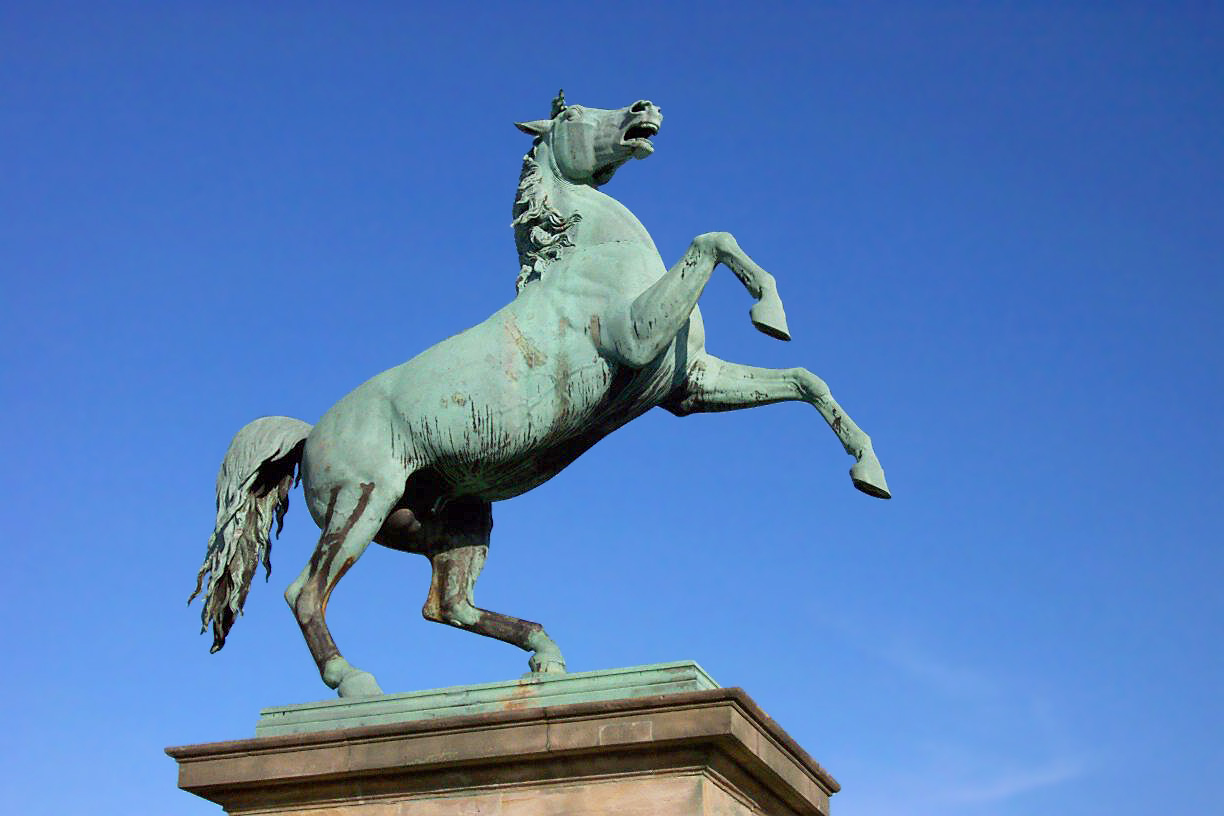
Sachsenross, Hannover
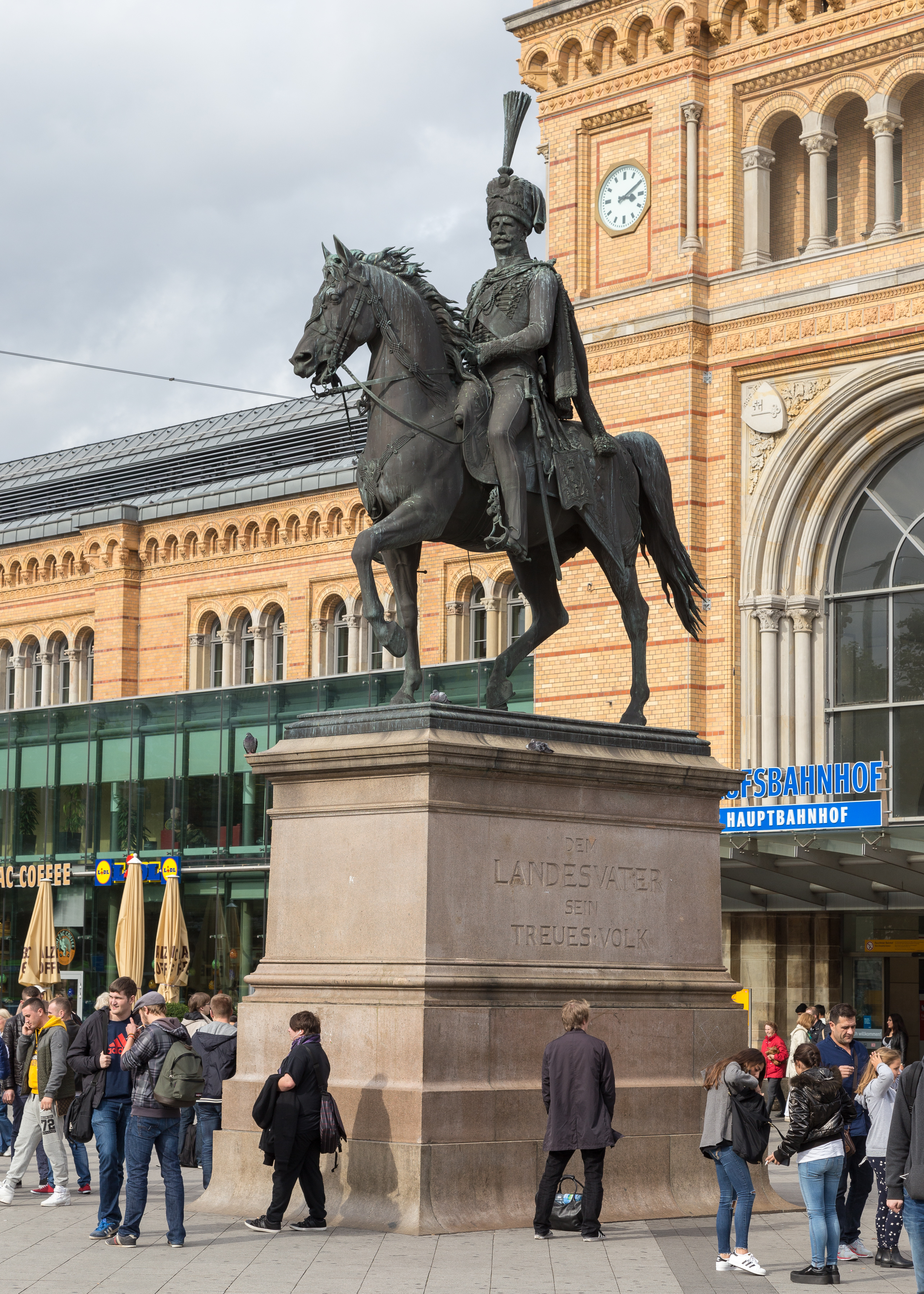
Reiterstandbild Ernst Augusts I., Hannover
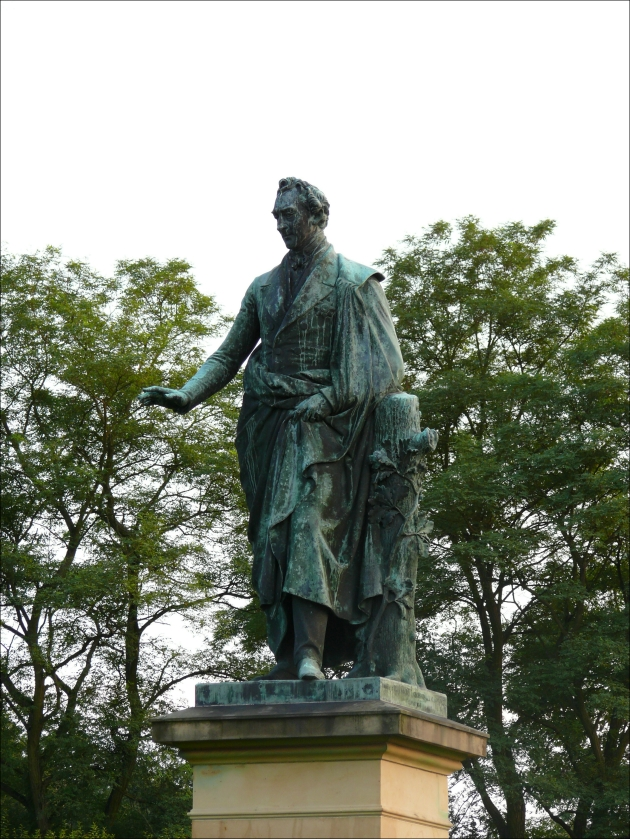
Standbild Georgs I., Neustrelitz
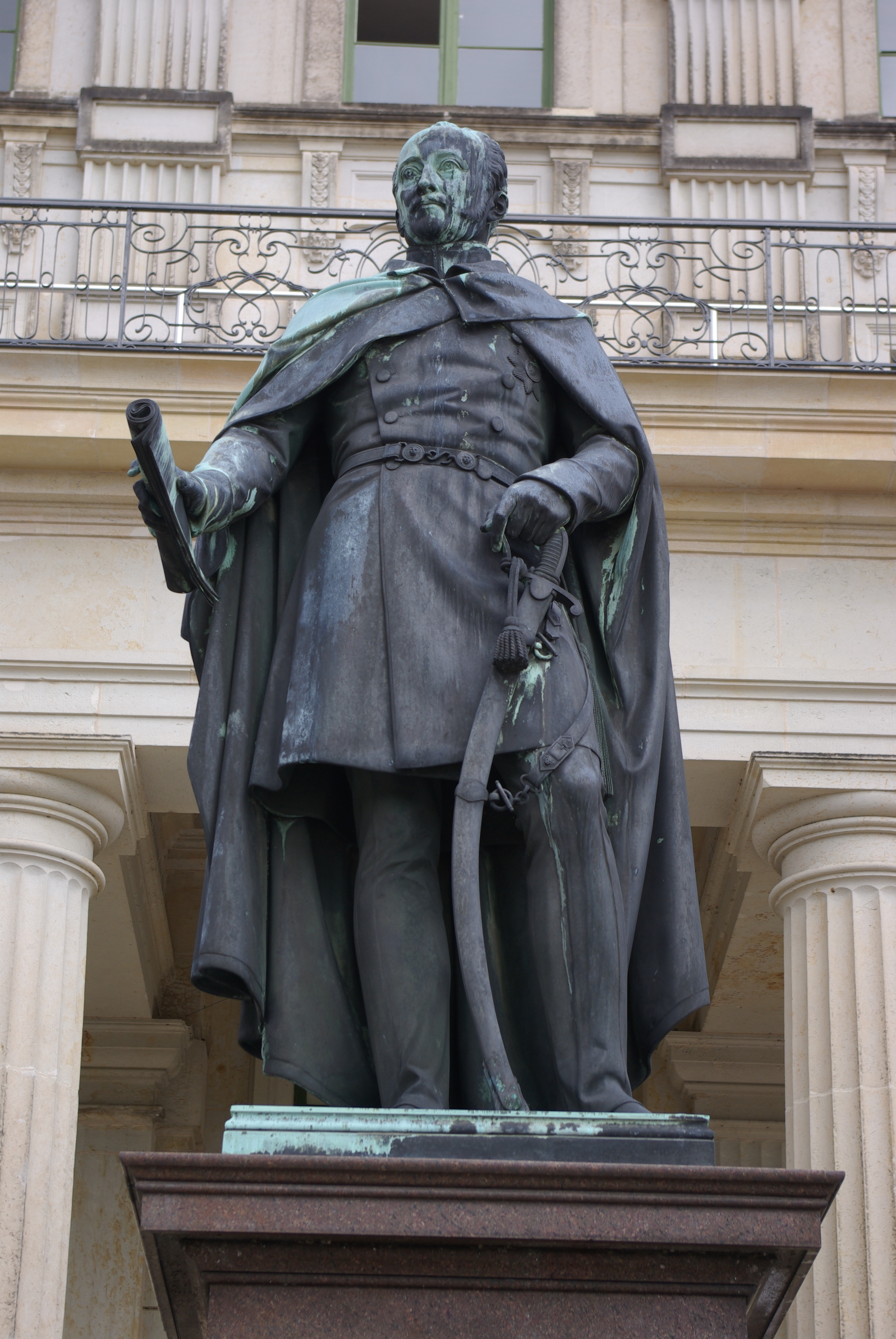
Standbild Friedrich Franzens I., Ludwigslust

## Schriften
- Gallerie bedeutender Leute. Arnz, Düsseldorf 1855. (urn:nbn:de:hbz:061:2-1697 Digitalisat bei der Universitäts- und Landesbibliothek Düsseldorf)